# Bernhard Irrgang (Organist)

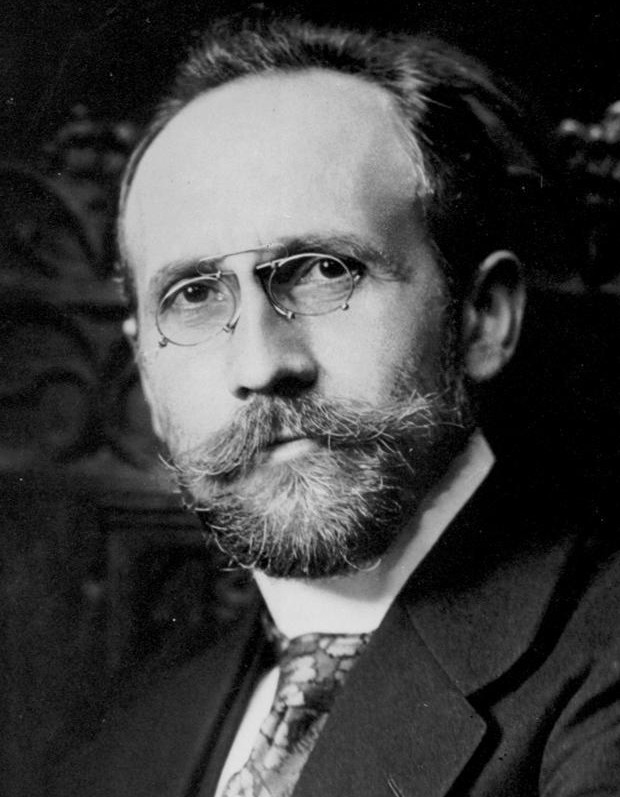
Bernhard Irrgang

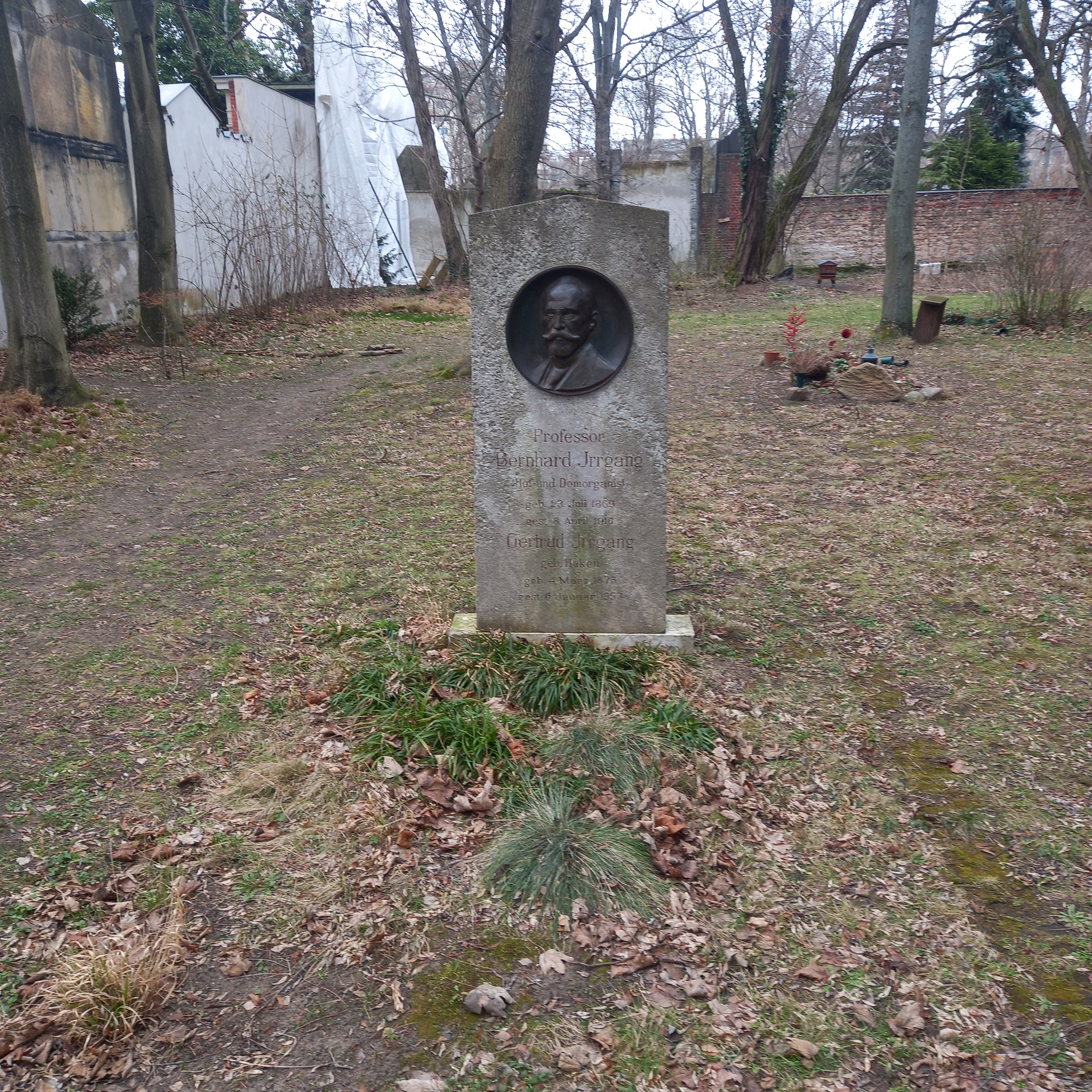
Das Grab von Bernhard Irrgang und seiner Ehefrau Gertrud geborene Haken auf dem evangelischen Domfriedhof I in Berlin

Heinrich Bernhard Irrgang (* 23. Juli 1869 in Zduny, Kreis Krotoschin; † 8. April 1916 in Charlottenburg) war ein deutscher Organist, Komponist und Dozent für Orgelspiel.

## Leben
Der Vater Heinrich Irrgang war evangelischer Kantor und Lehrer in Zduny. Bernhard wurde 1890 bis 1896 am Königlichen Musik-Institut Berlin und in der akademischen Meisterklasse für Komposition ausgebildet. Von Studienbeginn an als Organist in verschiedenen Kirchengemeinden tätig, war Irrgang ab 1897 Mitglied des Berliner Philharmonischen Orchesters. Der Schüler Otto Dienels wirkte von 1894 bis 1905 als Organist an der neuerbauten Heilig-Kreuz-Kirche in Kreuzberg, danach bis 1910 als Musikdirektor in der Berliner St.-Marien-Gemeinde. Ab 1910 war er Organist an der Berliner Dom- und Hofkirche.
Der Orgelvirtuose war in Berlin für seine „bahnbrechenden“ Konzerte bekannt. Unter seinen Auftritten waren über 550 kostenlose wöchentliche Konzerte, bei denen er unter anderem Kompositionen Josef Rheinbergers und seines Schülers Julius Schuppmann vortrug. 1909 machte Irrgang eine Konzertreise nach Schweden.
Von 1905 an lehrte er Orgelspiel am Stern’schen Konservatorium und ab 1912 am Königlichen Musik-Institut. Zu seinen weiteren Schülern zählen John J. McClellan, Franz Sauer, Gerhard Zeggert und Ludwig Brav (1896–1951), Komponist und Dozent an der University of London, Irrgang komponierte Orgelsonaten und geistliche Lieder, Motetten und Arien; in seinen Sonaten folgte er der Tradition Felix Mendelssohn Bartholdys und Josef Rheinbergers.
Robert Breuer zählte Irrgangs Orgelspiel „zu den männlichsten Erinnerungen unserer Jugend“. Für Richard Gölz, der ihm 1914 begegnete, gehörte er zu den „großen Orgelmeistern“ der Zeit.
Die Grabstätte befindet sich auf dem Berliner Domfriedhof. Das Staatliche Institut für Musikforschung Berlin verfügt über eine Sammlung Bernhard Irrgang, die Orgelgutachten, Konzertkritiken und -programme sowie Noten enthält; die Staatsbibliothek zu Berlin bewahrt in ihrer Musikabteilung 87 Autographen Irrgangs auf, vor allem Briefe.
Die nationalsozialistische Schriftstellerin Ruth Köhler-Irrgang war seine Tochter.

## Werke (Auswahl)
- Zwei geistliche Lieder für eine mittlere Singstimme mit Orgel- oder Klavier-Begleitung Op. 2
  - Nr. 1: Komm und grüsse mich mit deinem Frieden OCLC 919001443
  - Nr. 2: Aus Jesaias
- Zwei geistliche Lieder op. 6
  - Nr. 1: Arie
  - Nr. 2:  Leise kommt der stille Abend nieder
- Missa brevis für Frauenchor (Sopran, Alt) und Orgel,  Dr. J. Butz Musikverlag
- Silvesterglocken
- ich bleibe bei Dir, Text: Adolf Morath
- Choralbuch zu dem deutschen evangelischen Gesangbuch für die Schutzgebiete und das Ausland. Im Auftrag des Deutschen Evangelischen Kirchenausschusses. Mittler, Berlin 1916. OCLC 165701712